# Belpaire-Stehkessel

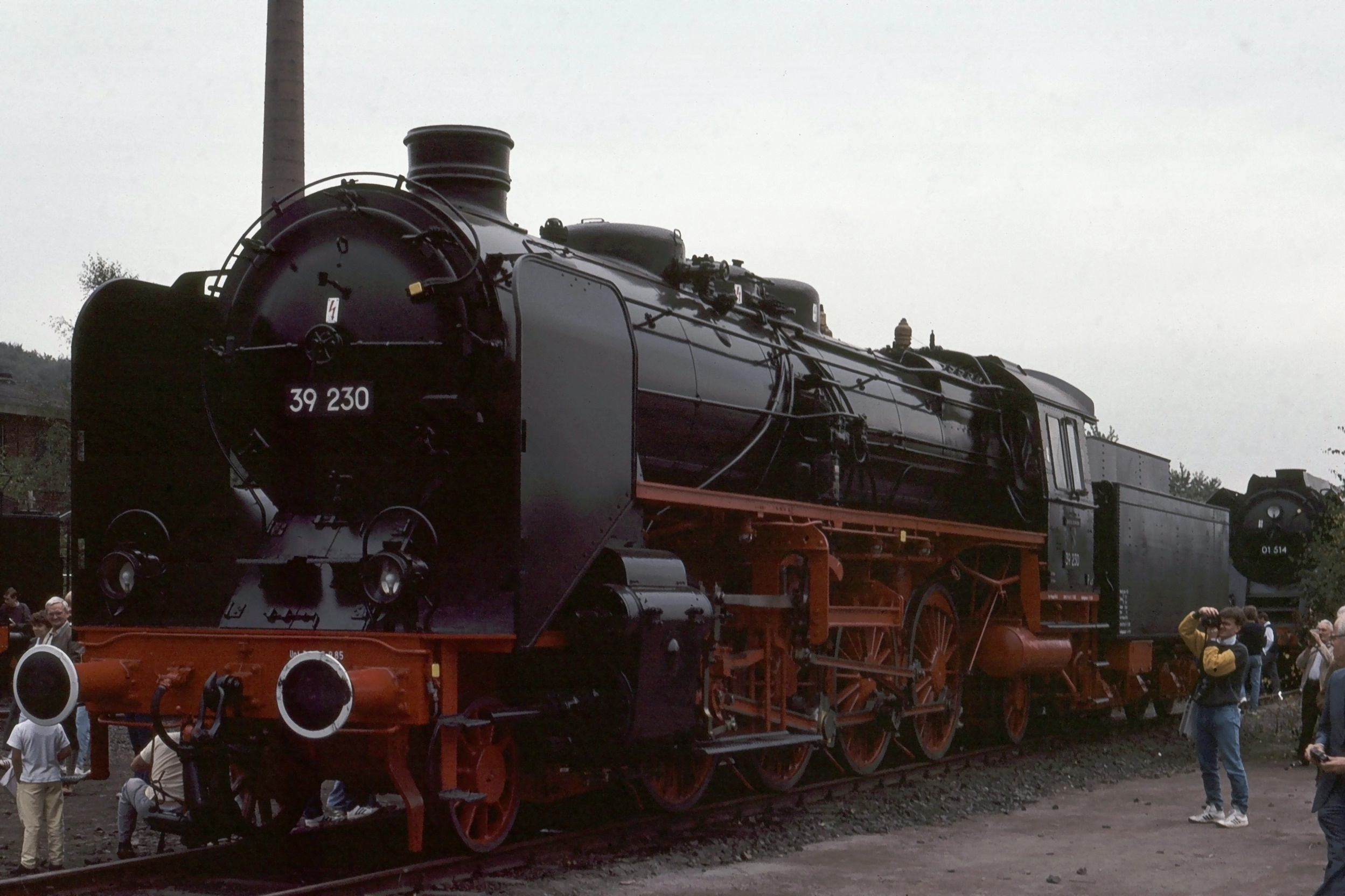
Vor dem Führerstand dieser Preußischen P 10 ist der für den Belpaire-Stehkessel charakteristische seitliche Höcker zu erkennen und auf dessen Oberkante eine Reihe von Waschluken.

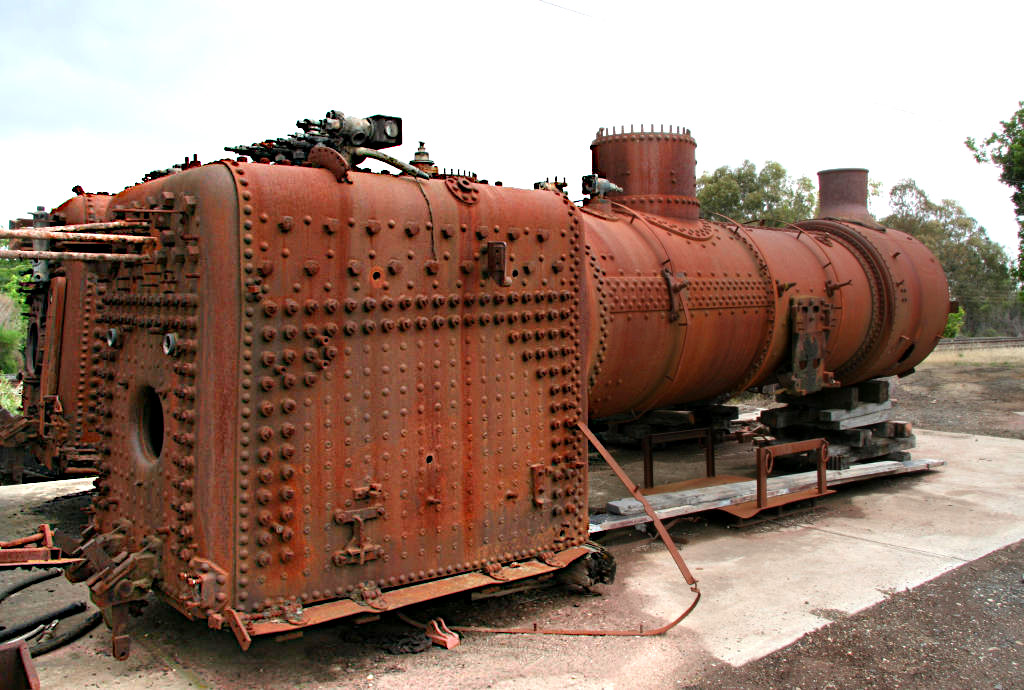
Dampflokomotivkessel mit Belpaire-Stehkessel

Der Belpaire-Stehkessel ist eine spezielle Bauart des Stehkessels für Dampflokomotiven mit angenähert rechteckigem Querschnitt und flacher Decke. Diese ragt an den Seiten über die zylindrische Wölbung des Kessels hinaus und ist daher oft von außen an eckigen Höckern zu erkennen, die sich seitlich am (Steh-)Kessel vor dem Führerstand befinden. Der Belpaire-Stehkessel hatte mehr Raum zur Dampfbildung als der an die zylindrische Form des Langkessels angepasste konventionelle Stehkessel. Weiterhin erlaubt diese Bauart eine übersichtlichere Verankerung, bei der die Deckenstehbolzen überall nahezu senkrecht zur Wand stehen. Auch können an den oberen Längskanten Waschluken angebracht werden, die einen einfachen waagerechten und senkrechten Zugang zur Kesselinspektion und -reinigung bieten.
Benannt ist er nach dem belgischen Ingenieur Alfred Belpaire (1820–1903). Dampflokomotiven mit Belpaire-Stehkessel wurden in Europa und Nordamerika gebaut. Beispiele für preußische Lokomotiven mit Belpaire-Stehkessel sind die Preußische P 10 oder die Preußische T 20. Viel häufiger findet man Belpaire-Stehkessel bei sächsischen Lokomotiven des Herstellers Sächsische Maschinenfabrik ehem. R. Hartmann, z. B.
die Baureihen sä.XI HT;  sä.XIV HT; sä.XIII H; sä.XI HV; sä.XII H2;   